# IC 1554
IC 1554 ist eine Spiralgalaxie vom Hubble-Typ Sa im Sternbild Bildhauer am Südsternhimmel. Sie ist schätzungsweise 77 Millionen Lichtjahre von der Milchstraße entfernt.
Gemeinsam mit NGC 115, NGC 131, NGC 134, NGC 148, IC 1555 und PGC 2044 bildet sie die NGC 134-Gruppe.
Das Objekt wurde im Jahr 1899 vom US-amerikanischen Astronomen DeLisle Stewart entdeckt. Obwohl die Galaxie in mehreren Katalogen PGC 2000 entspricht, gibt es jedoch große Zweifel, dass Stewart nicht dieses, sondern ein anderes Objekt beobachtet hat.